# Antonow An-14
Die Antonow An-14 Ptschjolka (russisch Антонов Ан-14 Пчёлка, NATO-Codename Clod = dt. Ackerscholle) ist ein sowjetisches Passagierflugzeug mit zwei Kolbenmotoren. Es wurde zum Ende der 1950er Jahre als zweimotoriger Nachfolger der Antonow An-2 entwickelt. Die Maschine besitzt STOL-Eigenschaften und ist nicht mit einer Druckkabine ausgerüstet. Ptschjolka bedeutet Bienchen, in Anspielung auf die geringe Größe des Flugzeugs.

## Geschichte
Ziel der Entwicklung war ein Flugzeug für den Passagier- und Frachttransport, den landwirtschaftlichen Einsatz sowie für den Einsatz als Flugambulanz. An den Piloten sollten nur geringe Anforderungen zu stellen sein. Der Erstflug erfolgte am 15. März 1958. Die Einführung der Maschine bei der Aeroflot sollte 1959 erfolgen, jedoch führten Probleme bei der Antonow An-10, welche die gesamte Entwicklungskapazität beim OKB Antonow band, zu einer Verzögerung des Projektes. Auch zeigten sich Probleme mit dem Prototyp.
Das Serienmuster An-14A bekam andere Tragflächen sowie ein Leitwerk mit deutlicher V-Form des Höhenleitwerkes und geänderter Form des Seitenleitwerkes. Die Ladetür befand sich am Heck der Kabine und gab eine Öffnung von 0,85 m × 1,90 m frei. 1965 begann schließlich die Fertigung im staatlichen Flugzeugwerk Nr. 166 in Arsenjew. 1967 wurde der Typ auf der Flugschau in Domodedowo vorgestellt.
Die Maschine konnte sieben Passagiere oder 600 kg Fracht befördern. Für den Sprüheinsatz in der Landwirtschaft wurden ein 1000-l-Tank und entsprechende Sprühbalken eingebaut. In der Ambulanz-Variante konnten sechs Liegen und eine Begleitperson befördert werden. Es gab auch eine VIP-Variante für fünf Passagiere. Von der Maschine existieren noch weitere Varianten, wie etwa die An-14B mit einem Einziehfahrwerk oder die An-14M mit Turbopropantrieb, aus der schließlich die Antonow An-28 hervorging. Die An-14M flog erstmals 1969 und hatte einen längeren Rumpf sowie einen Hochauftriebsflügel. Ihr Prototyp war wie die An-14B mit einem einziehbaren Fahrwerk ausgestattet, das aber bei den Serienmodellen weggelassen wurde. Eine weitere außergewöhnliche Variante ist die An-14Sch. Mit dieser Version wurde ein Luftkissenfahrwerk für unbefestigte Pisten erprobt. Die Erprobung gelang, jedoch verschlechterten sich die aerodynamischen Eigenschaften und die Nutzlast sank auf ein Minimum. Ein Vorläufer der An-14Sch war die An-714 mit aufblasbaren Schwimmern. In China gab es eine verkleinerte Variante mit der Bezeichnung Sha-Tu (oder Capital) N°1.
15 An-14 wurden exportiert, darunter gingen vier Exemplare 1966 an die NVA. Dort wurden sie bei der Verbindungsfliegerstaffel 25 (1971 umbenannt in VS-14) der LSK/LV in Strausberg stationiert und bis 1980 bzw. 1981 geflogen. Zwei dieser Flugzeuge (995 und 996) sind erhalten geblieben und Teil der Sammlungen des Militärhistorischen Museums Flugplatz Berlin-Gatow und des Flugplatzmuseums Cottbus.
Die Produktion wurde 1976 nach 332 Exemplaren eingestellt, da es nicht gelang, die Antonow An-2 durch den neuen Typen zu ersetzen.

## Konstruktion
Das als abgestrebter Schulterdecker ausgelegte Flugzeug wird von zwei luftgekühlten Neunzylinder-Sternmotoren angetrieben. Die abgestrebten Tragflächen sind mit automatischen Vorflügeln und zweiteiligen Landeklappen ausgestattet. Das Seitenleitwerk ist zweigeteilt und befindet sich am Ende des Höhenleitwerks, so dass es von den Luftschrauben angeströmt werden kann. Das Bugradfahrwerk ist in der Ursprungsversion nicht einziehbar und kann im Winter mit Schneekufen ausgerüstet werden. Die Hauptfahrwerksräder befinden sich an kleinen Stummelflügeln. Die Maschine ist komplett in Ganzmetall-Halbschalenbauweise hergestellt.

## Einsatzländer
- Bulgarien
- Volksrepublik China
- Deutsche Demokratische Republik: (Luftstreitkräfte)
- Guinea
- Jugoslawien
- Mongolei
- Sowjetunion: (Aeroflot und Luftstreitkräfte)

## Technische Daten

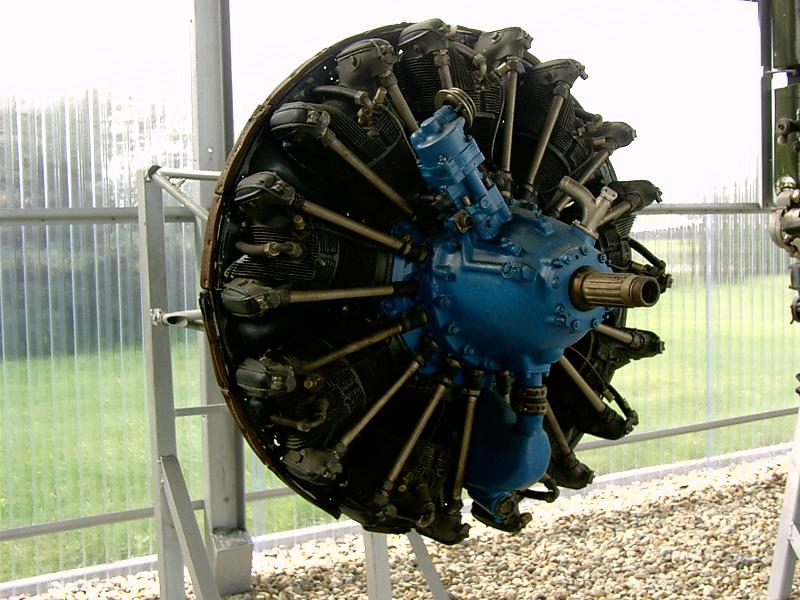
Das AI-14R-Triebwerk einer An-14

| Kenngröße                    | Prototyp (1957)         | Serie (1965–1968)                                 | An-14M             |
| ---------------------------- | ----------------------- | ------------------------------------------------- | ------------------ |
| Besatzung                    | 1–2                     | 1–2                                               | 1–2                |
| Passagiere                   | max. 6                  | 7–9                                               | 6–15               |
| Länge                        | 11,36 m                 | 11,36 m                                           | 12,98 m            |
| Spannweite                   | 19,10 m                 | 21,99 m                                           | 22,00 m            |
| Höhe                         | 4,63 m                  | 4,63 m                                            | 4,60 m             |
| Flügelfläche                 | 43,60 m²                | 39,72 m²                                          | 39,72 m²           |
| Flügelstreckung              | k. A.                   | 12,15                                             | k. A.              |
| V-Stellung                   | k. A.                   | 2°                                                | k. A.              |
| Kabine (l × b × h)           | k. A.                   | 3,10 m × 1,53 m × 1,60 m                          | k. A.              |
| Leermasse                    | 2600 kg                 | 2600 kg                                           | 3500 kg            |
| Nutzlast                     | k. A.                   | 730 kg                                            | k. A.              |
| Startmasse                   | max. 3630 kg            | max. 3500 kg                                      | 5600 kg            |
| Flächenbelastung             | k. A.                   | 88,1 kg/m²                                        | k. A.              |
| Leistungsbelastung           | k. A.                   | 5,8 kg/PS                                         |                    |
| Höchstgeschwindigkeit        | k. A.                   | 210 km/h                                          | 330 km/h           |
| Reisegeschwindigkeit         | 180 km/h in 2000 m Höhe | 175 km/h max. 190 km/h                            | 305 km/h           |
| Steiggeschwindigkeit         | k. A.                   | 5,3 m/s in Bodennähe                              | k. A.              |
| Landegeschwindigkeit         | k. A.                   | 78 km/h                                           | k. A.              |
| Dienstgipfelhöhe             | 5000 m                  | 5000 m                                            | 6000 m             |
| Reichweite                   | normal 650 km           | 300 km mit voller Nutzlast 780 km mit vollem Tank | 1550 km            |
| Startroll- /Landerollstrecke |                         | 100 m / 100 m                                     | 215 m / 200 m      |
| Triebwerke                   | zwei Iwtschenko AI-14R  | zwei Iwtschenko AI-14RF                           | zwei TWD-650       |
| Leistung                     | je 191 kW (260 PS)      | je 220 kW (299 PS)                                | je 596 kW (810 PS) |